# ماشک چهاردانه‌ای
ماشک چهاردانه‌ای، ماشک پرستویی (نام علمی: Vicia tetrasperma) نام یک گونه از سرده ماشک است.